# Хубава си, мила моя
„Хубава си, мила моя“ е български игрален филм (драма) от 2004 година, по сценарий и режисура на Георги Дюлгеров. Оператор е Георги Челебиев. Музиката във филма е композирана от Мира Искарова, Христо Намлиев.

## Актьорски състав
Роли във филма изпълняват актьорите:
- Любов Любчева – Сиса
- Илиана Китанова – Даяна
- Радена Вълканова – Крейзи
- Ани Вълчанова – Ева
- Димитър Сарджев – Психолог
- Кристина Грозева – Философката
- Мира Искарова – Певица
- Михаела Танева – Супервизер
- Богдан Глишев – Чете текста
- Соня Иванова – Певица
- Николай Тодоров
- Михаил Янакиев
- Яни Бояджи
- Надежда Косева
- Павлина Ангелова
- Елена Стоянова